# Rio Anços
O rio Anços é um rio português, que nasce no concelho de Pombal e termina no rio Arunca, em Soure.

## Descrição e história
Nasce no local de Olhos d´Água, junto da povoação de Arrancada, na freguesia da Redinha, no concelho de Pombal.
Tem um comprimento de cerca de onze quilómetros, e termina na margem direita do rio Arunca, na vila e concelho de Soure. Na sua foz, dentro da vila de Soure, encontra-se a Represa dos Rios Anços e Arunca.
Na povoação de Redinha, é cruzado por uma ponte medieval. Também nas imediações de Redinha encontra-se o Moinho Real, um moinho de água construído nos princípios do século XX e convertido num alojamento turístico em 2019.
Em Fevereiro de 2017, o presidente da Câmara Municipal de Pombal, Diogo Mateus, anunciou que estava em preparação um programa de valorização do lanço do Rio Anços, desde a sua nascente até à ponte da Figueirinha, na fronteira com o concelho de Soure. Esta intervenção tinha como finalidade permitir o aproveitamento do rio tanto pelos habitantes locais como pelos turistas, e iria incluir a limpeza e consolidação das margens, a instalação de um caminho pedonal, a construção de uma comporta para controlar o leito do rio, e a recuperação de uma nora perto da ponte da Redinha.
Em 2021, o Município de Soure lançou um programa de monitorização do Rio Anços, em cooperação com a Administração da Região Hidrográfica do Centro, de forma a qualificar as suas águas como balneares.